# Thomas Luhn

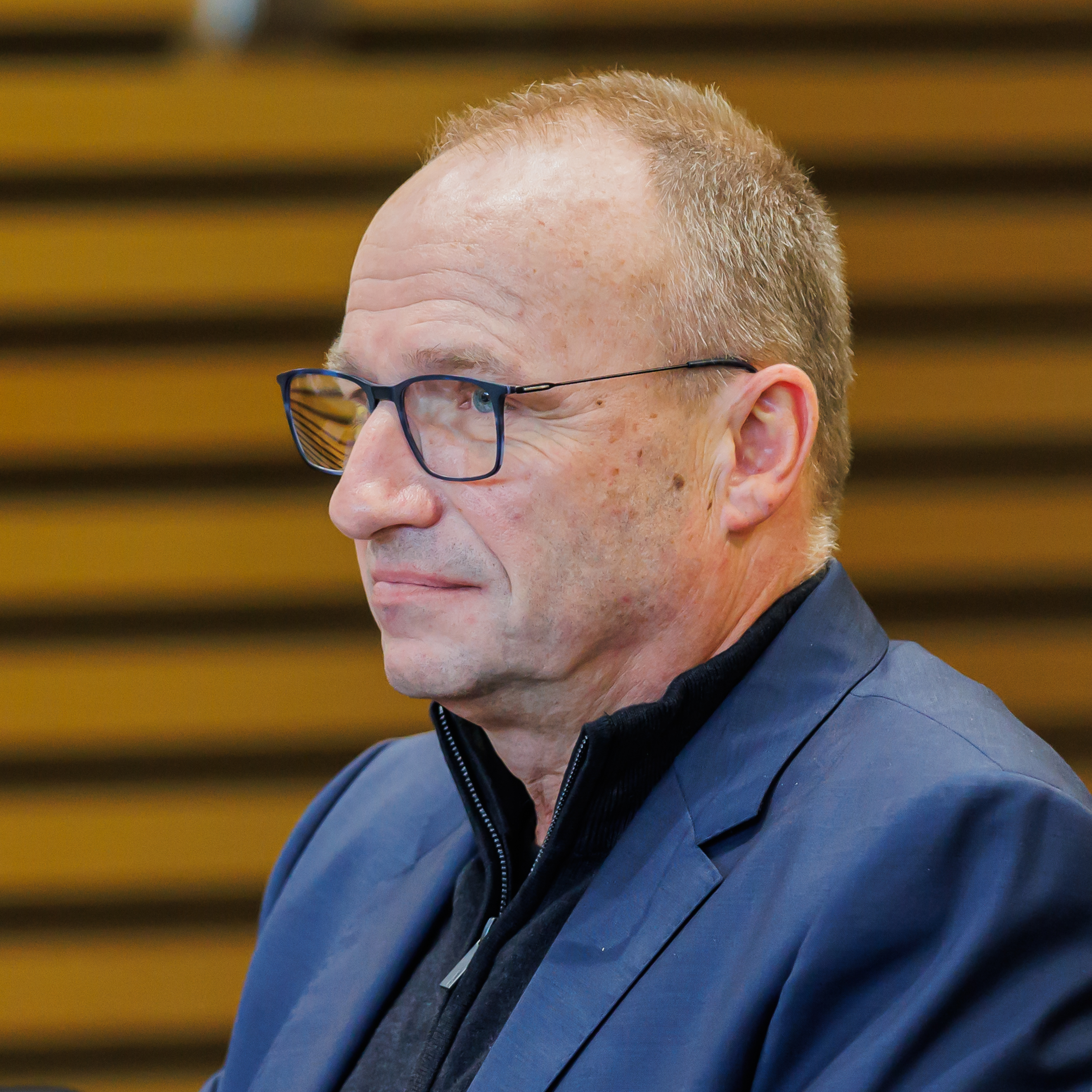
Luhn (2024)

Thomas Luhn (* 15. April 1967 in Suhl) ist ein deutscher Politiker (AfD) und Landtagsabgeordneter in Thüringen.

## Leben
Nach dem Besuch der Polytechnischen Oberschule in Zella-Mehlis absolvierte Luhn von 1984 bis 1986 eine Ausbildung zum Werkzeugmacher/Lehrenbauer. Anschließend arbeitete er in der Betriebsmittelkonstruktion des VEB Meteor-Werke Zella-Mehlis. Nach der Wende zog er 1989 nach Burlafingen in Bayern. Seit 1990 ist er im Fahrzeug- und Ersatzteilhandel selbstständig tätig, seit 2010 als Alleingesellschafter und Geschäftsführer der Autohandel Luhn GmbH in Suhl. Luhn ist geschieden und hat ein Kind. Er wohnt in Suhl.

## Politik
Luhn ist seit 2018 Mitglied in der AfD. Bei der Landtagswahl in Thüringen 2024 wurde er im Wahlkreis Suhl – Schmalkalden-Meiningen IV mit 32,8 % der Stimmen direkt gewählt.